# 8,8 cm Raketenwerfer 43
8,8 cm Raketenwerfer 43 – niemiecki ciężki granatnik przeciwpancerny z okresu II wojny światowej, popularnie znany jako Püppchen („Laleczka”). Wystrzeliwane pociski zawierały ładunki kumulacyjne.

## Konstrukcja
8,8 cm Raketenwerfer 43 powstał w wyniku zapotrzebowania na lekki, przenośny i skuteczny system przeciwpancerny dla piechoty, o zasięgu większym od równolegle opracowywanej ręcznej pancerzownicy Raketenpanzerbüchse Panzerschreck. Wyrzutnia przypominała niewielką armatę przeciwpancerną z łożem, kołami i tarczą pancerną. „Laleczka” do tego stopnia była wzorowana na tradycyjnej armacie, że nawet pociski rakietowe były ładowane odtylcowo jak normalna amunicja. Podobnie jak armata, a w przeciwieństwie do Panzerschrecka, „laleczka” nie była bronią bezodrzutową – odrzut podczas strzału pochłaniany był przez wkopany w ziemię lemiesz na końcu łoża.

## Historia
Broń weszła do produkcji w końcu 1943, jednakże większe wymiary, masa i skomplikowanie konstrukcji w porównaniu do Panzerschrecka sprawiły, że jej wytwarzanie przerwano w 1944 po wyprodukowaniu 3150 egzemplarzy. W użyciu „laleczka” pozostała jednakże aż do końca wojny.